# Willard „Digger” Barnes
Willard "Digger" 'Tintás' Barnes a Dallas című sorozat egyik szereplője, David Wayne (1978), Keenan Wynn (1979-1980), és David Marshall Grant (Dallas: A korai évek) alakította. Digger Barnes Cliff Barnes és Pamela Barnes Ewing édesapja volt, de később kiderült, hogy igazából Hutch McKinney Pamela édesapja.

## Élete
Digger Barnes édesapja, Henry volt Aaron Southworth (Ellie édesapjának) legjobb barátja. Henry megmentette Aaron életét, így Aaron vigyázott Digger-re amikor még serdülő volt. Azonban miután volt egy összezördülése Ellie bátyjával, úgy döntött, hogy szerencsét próbál az olajüzletben. Ennek következtében találkozott Jock Ewing-al egy marhaszállító vonaton, és hamar összebarátkoztak, és együtt járták az olajmezőket olaj után kutatva. Digger, Jock, és Jock bátyja, Jason a legjobb barátok lettek, és közösen vettek részt az olajüzletben. Digger-nek az volt az egyedülálló képessége, hogy szimata volt az olajhoz. Jock-nak kiválóak voltak az üzleti képességei. Kicsivel később, Jason elhagyta Texas-t, és Alaszkába költözött, ahol feleségül vett egy Nancy Shaw nevű nőt, akitől később két gyermeke született. Digger és Jock visszatért Dallas-ba, ahol belekezdtek kettőjük üzletében, közben riválisokká is váltak Digger barátnője, Ellie Southworth miatt. Digger viszont egyre többet küzdött az alkoholproblémái miatt, és Ellie látta, hogy Digger soha nem fog megváltozni és nem az a fajta ember, aki férjnek való. Jock és Digger folytatták az üzleti tevékenységeiket, de amikor Ewing 6-os mező bejött, Jock átíratta a nevére a mezőt, mert Digger a szerencsejátékok és az ivás miatt elitta volna a pénz felét. Digger iszonyú dühbe gurult, és azt állította, hogy Jock kiforgatta őt mindenéből, és ezzel a barátságuk véget ért.
Jock és Ellie később egy pár lettek, míg Digger feleségül vett egy Rebecca Blake nevű nőt, akitől négy gyermeke született: Tyler, Cliff, Catherine és Pamela. Tyler és Catherine csecsemőkorukban meghaltak, Digger genetikai betegsége, a neurofibromatosis miatt. Rebecca aztán elhagyta Digger-t és a gyermekeit, amikor még nagyon kicsik voltak. Digger önálló apaként nevelte fel Cliff-et és Pamelát a húga, Maggie segítségével. Később kiderült, hogy nem Digger Pamela vér szerinti apja – Rebecca-nak viszonya volt Hutch McKinney-vel. Digger feltárta az igazságot a halálos ágyán: hogy Hutch volt Pamela apja. Azt is elismerte, hogy, amikor felfedezte az igazságot, megölte Hutch-ot Jock fegyverével, és eltemette a testet Southfork-ban annak érdekében, hogy Jock-ot gyanúba keverje. Mivel azonban élete végééig szerelmes volt Ellie-be, nem akarta hogy egyedül maradjon és hogy Jock bűnhődjön azért, amit ő tett. Digger 1980-ban hunyt el alkoholmérgezésben. Jock végig állította, hogy nem forgatta ki Digger-t a vagyonából, de át kellett hogy vegye a mező irányítását, mert a Digger elitta volna az összes pénzt és az összes profitot. A viszály soha nem ért véget, és továbbra is tartott is tartott az évek során Digger fia, Cliff és Jock fia, Jockey között.

## Dallas (2012, televíziós sorozat)
A "Ewingok, egyesüljetek" című epizódban, Digger neve látható volt a felesége, Rebecca végrendeletében. Cliff is említette az apja nevét a "Hajtóvadászat" című epizódban, mondván, hogy ő végül is átveheti az irányítást, amit elloptak Digger Barnes-tól.

## Fordítás
- Ez a szócikk részben vagy egészben  a   Digger Barnes című angol Wikipédia-szócikk fordításán alapul.  Az eredeti cikk szerkesztőit annak laptörténete sorolja fel. Ez a jelzés csupán a megfogalmazás eredetét és a szerzői jogokat jelzi, nem szolgál a cikkben szereplő információk forrásmegjelöléseként.